# 雲裳衣
雲裳衣控股有限公司，簡稱雲裳衣控股，以及雲裳衣（英語：Seazon Pacific Holdings Limited，港交所：1709），在2013年，由主席及行政總裁張雷，於香港（總部）創立名為「Seazon Pacific Limited」。
業務在香港和全球經營提供供應鏈管理服裝銷售。
股份在2015年10月7日於港交所創業板上市，當時代碼為8127.HK。配售股份價格為0.15至0.25港元，配售股份數目為2.5億股，集資額為6250萬港元。
2017年9月27日，轉往主板上市。

## 外部連結
- seasonpacific.com （页面存档备份，存于）